# Torrent de Puigfred (Bertí)
El torrent de Puigfred és un torrent del terme municipal de Sant Quirze Safaja, a la comarca del Moianès.
És al sector oriental del terme, en terres de l'antic poble rural de Bertí. Es forma en el vessant sud-occidental de la muntanya de Puigfred, al nord-est de la masia de Bernils de Bertí, des d'on davalla cap al sud-oest entre el Serrat de les Escorces, a llevant, i el Serrat de Querós, a ponent. Passa pel costat de ponent del poble de Bertí, pel nord del Puig Descalç, on travessa el Sot de Querós, fins que s'ajunta amb el Sot de Bernils a migdia del Solell del Soler per tal de formar el torrent de l'Ullar.